# Pellotina
Pellotina es un alcaloide que se encuentra en especies del género de plantas Lophophora.